# Gerhard Haslinger
Gerhard Haslinger (* 14. April 1963 in Wien) ist ein österreichischer Kommunalpolitiker der FPÖ und Polizist. Von 2010 bis 2020 gehörte er als Abgeordneter dem Wiener Landtag und Gemeinderat an.

## Berufliche und politische Laufbahn
Nach seiner Grundschulzeit besuchte Haslinger die Fachschule für Feinmechanik, im Anschluss daran absolvierte er eine Lehre als Büromaschinenmechaniker.
1982 entschied er sich für eine Polizeilaufbahn und trat in die Wiener Sicherheitswache ein. Neben seiner Laufbahn bei der FPÖ arbeitet er weiterhin als dienstführender Beamter bei der österreichischen Bundespolizei.

### Politische Funktionen
2001 wurde Haslinger Bezirksrat in Wien-Brigittenau. Ab 2003 gehörte er der Landesparteileitung der FPÖ an und wurde 2005 deren Brigittenauer Bezirksparteiobmann sowie nach der Landtags- und Gemeinderatswahl in Wien 2005 Bezirksvorsteher-Stellvertreter. Ab 2006 war er Mitglied der Bundesparteileitung. Für die FPÖ wurde er nach der Wiener Landtags- und Gemeinderatswahl 2010 Abgeordneter zum Wiener Landtag und Gemeinderat der Stadt Wien. Mit dem Verlust von 26 der zuvor 34 Mandate der FPÖ bei der Wahl 2020 endete seine Zeit als Abgeordneter am 24. November 2020. Damit einher ging der Verlust der politischen Immunität, weshalb eine, auf eine im Dezember 2012 von ihm verfasste Presseaussendung zurückgehende, Anzeige im April 2021 vor Gericht verhandelt und er wegen Verhetzung verurteilt wurde.

## Auszeichnungen (Auswahl)
- 2023: Goldenes Ehrenzeichen für Verdienste um das Land Wien[2]